# Youth (album de BTS)
Pour les articles homonymes, voir Youth.
Albums de BTS
The Most Beautiful Moment in Life: Young Forever
(2016) Wings
(2016)
Singles
1. For You
Sortie : 17 juin 2015
2. I Need U -Japanese Ver.-
Sortie : 8 décembre 2015
3. Run -Japanese Ver.-
Sortie : 15 mars 2016

Youth est le deuxième album studio japonais du boys band sud-coréen BTS, sorti le 7 septembre 2016.
Il reprend les versions japonaises de certains titres venant de la trilogie The Most Beautiful Moment In Life mais aussi des titres inédits chantés en japonais comme le single For You.

## Liste des pistes
| CD    | CD                                             | CD     | CD         | CD    | CD | CD | CD | CD | CD |
| No    | Titre                                          | Auteur | Producteur | Durée |    |    |    |    |    |
| ----- | ---------------------------------------------- | ------ | ---------- | ----- | -- | -- | -- | -- | -- |
| 1.    | Introduction : Youth                           |        |            | 2:18  |    |    |    |    |    |
| 2.    | Run -Japanese Ver.-                            |        |            | 3:57  |    |    |    |    |    |
| 3.    | Fire -Japanese Ver.-                           |        |            | 3:25  |    |    |    |    |    |
| 4.    | Dope -超ヤベー- -Japanese Ver.-                |        |            | 4:01  |    |    |    |    |    |
| 5.    | Good Day                                       |        |            | 4:27  |    |    |    |    |    |
| 6.    | Save Me -Japanese Ver.-                        |        |            | 3:19  |    |    |    |    |    |
| 7.    | フンタン少年団 (Boyz With Fun -Japanese Ver.-) |        |            | 4:05  |    |    |    |    |    |
| 8.    | ペップセ (Baepsae -Japanese Ver.-)             |        |            | 3:56  |    |    |    |    |    |
| 9.    | Wishing On A Star                              |        |            | 4:31  |    |    |    |    |    |
| 10.   | Butterfly -Japanese Ver.-                      |        |            | 4:00  |    |    |    |    |    |
| 11.   | For You                                        |        |            | 4:44  |    |    |    |    |    |
| 12.   | I Need U (Japanese Ver.)                       |        |            | 3:32  |    |    |    |    |    |
| 13.   | Epilogue : Young Forever -Japanese Ver.-       |        |            | 2:53  |    |    |    |    |    |
| 49:16 |                                                |        |            |       |    |    |    |    |    |

| 1. | For You -Music Video-                                                 |  |
| 2. | For You Behind The Scene -Music Video Shooting-                       |  |
| 3. | I Need You (Japanese Version) -Music Video-                           |  |
| 4. | I Need You (Japanese Version) Behind The Scene -Music Video Shooting- |  |
| 5. | Run (Japanese Version) -Music Video-                                  |  |
| 6. | Run (Japanese Version) Behind The Scene -Music Video Shooting-        |  |

## Ventes et classifications
| Pays         | Ventes          | Certifications |
| ------------ | --------------- | -------------- |
| Japon Oricon | plus de 100 000 | RIAJ: Or       |

## Historique de sortie
| Pays  | Date             | Format   | Label       |
| ----- | ---------------- | -------- | ----------- |
| Japon | 7 septembre 2016 | CD       | Pony Canyon |
| Japon | 7 septembre 2016 | CD + DVD | Pony Canyon |